# Chiesa di Santa Maria della Vittoria (Mantova)

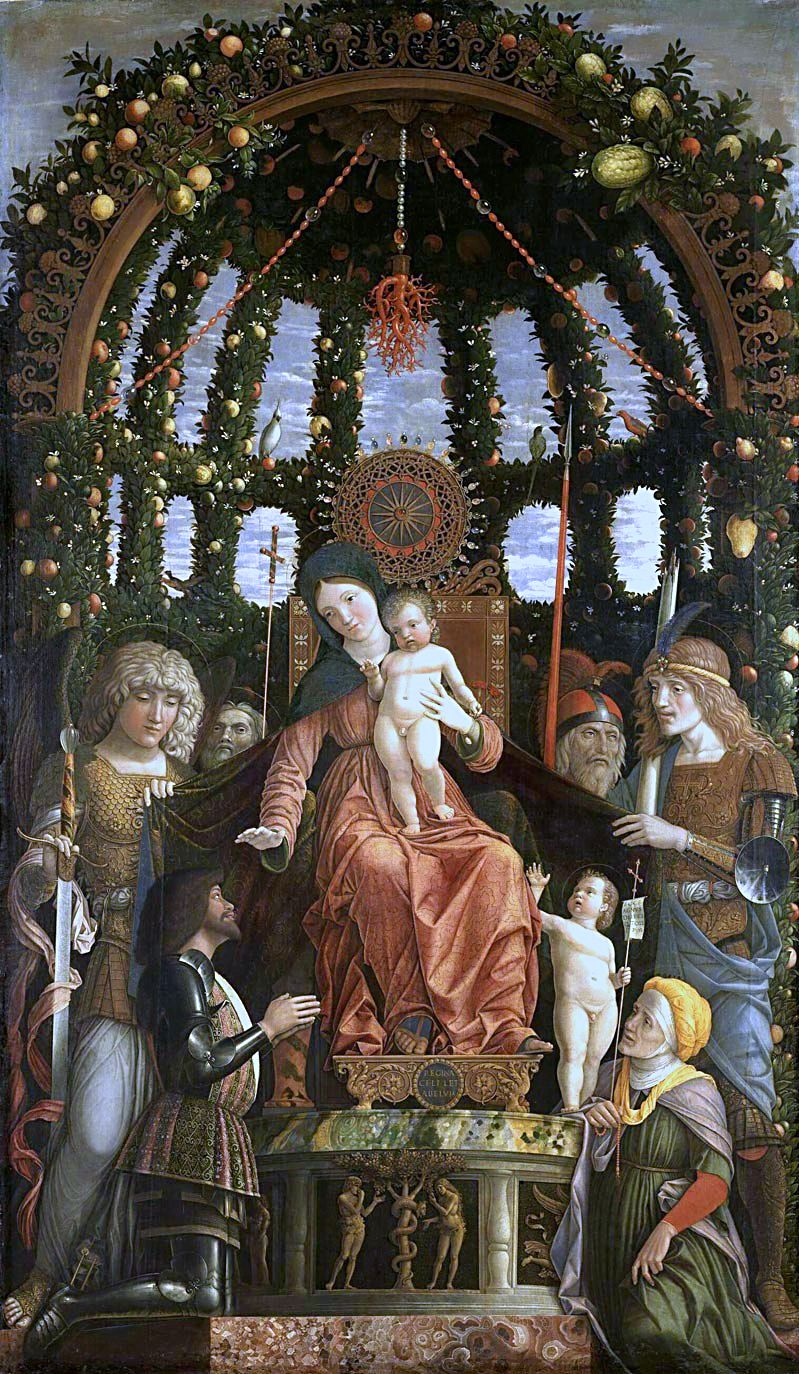
Madonna della Vittoria, Andrea Mantegna, Parigi, Museo del Louvre

La chiesa di Santa Maria della Vittoria fu fatta edificare dal Marchese Francesco Gonzaga nel 1496 a ricordo della vittoria ottenuta contro Carlo VIII, nella battaglia di Fornovo presso il fiume Taro, per suggerimento del suo consigliere, frate Girolamo Redini, fondatore della Congregazione degli eremiti di Santa Maria in Gonzaga.

## Storia
Nel 1495 si scontrarono a Fornovo gli eserciti dei francesi di Carlo VIII e della Lega Antifrancese, sostenuta da papa Alessandro VI, dall'imperatore Massimiliano I, dal re spagnolo Ferdinando II d'Aragona, da Ludovico il Moro e dai Veneziani. L'esercito della Lega Santa, guidato da Francesco II Gonzaga, riportò la vittoria, cacciando temporaneamente i Francesi dalla penisola.
Durante l'assenza del marchese da Mantova, un banchiere ebreo, Daniele da Norsa, aveva acquistato una casa in borgo San Simone ed aveva sostituito una rappresentazione sacra della Vergine che ne decorava la facciata con il suo stemma personale. L'azione venne considerata sacrilega e Sigismondo Gonzaga intimò l'uomo di ripristinare l'opera pena l'impiccagione. Nonostante l'ebreo avesse accettato, l'ira popolare montò contro di lui e la sua casa venne rasa al suolo. Col ritorno di Francesco la pena venne commutata in un'ingiunzione a pagare una cappella e un dipinto devozionale, che ribadisse la devozione del marchese alla Vergine, soprattutto nell'ottica della fortunata protezione che, secondo loro, aveva permesso la vittoria sul campo di battaglia. Fu così che Mantegna, pittore di corte, venne incaricato di dipingere la pala, che venne solennemente inaugurata nel 1496, in occasione dell'anniversario della vittoria, collocandola nella cappella di Santa Maria della Vittoria, nel frattempo costruita al posto della casa del banchiere Norsa.
Il progetto si doveva a Bernardino Ghisolfo, all'epoca responsabile delle fabbriche dei Gonzaga.
Il dipinto fu poi trafugato dai francesi nel 1797 a seguito della capitolazione della città oggetto delle spoliazioni napoleoniche.

## Descrizione
Costruita in stile tardo gotico, si affaccia sulla piazzetta di san Simone.
Internamente l'edificio mantiene la suddivisione in due piani del 1877, al piano superiore è ancora possibile distinguere tre volte a crociera.
Il piano inferiore è delimitato da un soffitto ligneo con mensole. La parete interna è ritmata da tre fornici incernierati da paraste decorate con candelabri. 
La parete di fronte alla porta d'ingresso presenta ancora parti di una raffinata tappezzeria a finto cuoio cordovan ed è contro di essa che si innalzava la pala di Santa Maria della Vittoria, di Andrea Mantegna, dipinto ora esposto al Museo del Louvre di Parigi.